# Patle Pani
Patle Pani (nep. पात्लेपानी) – gaun wikas samiti we wschodniej części Nepalu w strefie Kośi w dystrykcie Bhojpur. Według nepalskiego spisu powszechnego z 2001 roku liczył on 773 gospodarstw domowych i 3959 mieszkańców (2048 kobiet i 1911 mężczyzn).